# Chris Dominguez
Pour les articles homonymes, voir Dominguez.
Christopher Dominguez (né le 22 novembre 1986 à Los Angeles, Californie, États-Unis) est un joueur de baseball sous contrat avec les Red Sox de Boston de la Ligue majeure de baseball.

## Carrière
Chris Dominguez est d'abord repêché par les Rangers du Texas au 17e en 2005 mais il ne signe pas de contrat avec eux et rejoint les Cardinals de l'université de Louisville. Il repousse en 2008 l'offre des Rockies du Colorado, qui venaient de la sélectionner au 5e tour, puis se joint aux Giants de San Francisco lorsque ceux-ci le repêchent en 3e ronde en 2009. 
Joueur de troisième but à Louisville, Dominguez se développe comme joueur d'utilité dans les ligues mineures, évoluant en plus au champ extérieur, au premier but et, éventuellement, au poste d'arrêt-court en 2014 chez les Grizzlies de Fresno.
Le 3 septembre 2014, Chris Dominguez fait avec San Francisco ses débuts dans le baseball majeur, comme frappeur suppléant dans un match contre Colorado. Le 21 septembre suivant, il frappe un coup de circuit contre Ian Kennedy des Padres de San Diego, pour son premier coup sûr et ses deux premiers points produits dans les majeures,.
Il rejoint les Reds de Cincinnati pour 2015. Dans une saison largement passée en ligues mineures, il dispute 14 matchs des Reds et frappe pour ,261 de moyenne au bâton avec un circuit.
En décembre 2015, Dominguez est mis sous contrat par les Red Sox de Boston.